# الطالع (فلم)
الطالع (بالإنجليزية: The Omen) هو فيلم رعب تم إنتاجه في الولايات المتحدة والمملكة المتحدة وصدر في سنة 1976. الفيلم من إخراج ريشارد دونر.
خضعت القصة لإعادة إنتاج في فيلم جديد صدر عام 2006.

## طاقم التمثيل
- جريجوري بيك

## القصة
يهرع كهنة الفاتيكان إلى البابا ليخبروه باكتمال إشارات قدوم ابن الشيطان إلى الأرض ليدمر الدين.
بينما يحتفل فيه روبرت ثورن الدبلوماسي الأمريكي في روما بابنه الذي جاء ميتا وتم استبداله بطفل آخر لامرأة أخرى، ويكتم السر عن زوجته كاثرين التي تتعامل مع الطفل الجديد دميان على أنه ابنها.
بعد خمس سنوات يصبح دميان في عيد ميلاده الخامس وتقوم مربيته بشنق نفسها أمام الحاضرين بشكل مفاجئ وصادم، وتقول قبل موتها إنها فعلت ذلك من أجل دميان.
وبتكرار الحوادث الغامضة والمخيفة يبدأ الجميع في الشك في حقيقة هذا الطفل غريب الأطوار الذي تظهر الحوادث المخيفة في أي مكان يذهب فيه.

### ترشيحات وجوائز
| السنة | الحدث  | الفئة               | النتيجة |
| ----- | ------ | ------------------- | ------- |
|       | أوسكار | أفضل موسيقى تصويرية | فوز     |

## الميزانية والإيرادات
بلغت تكلفة إنتاج الفيلم حوالي 2.8 مليون دولار بينما حقق أرباحا تقدر بـ 60,922,980 دولار.

## وصلات خارجية
- مقالات تستعمل روابط فنية بلا صلة مع ويكي بيانات

1. ↑  "معلومات عن الطالع (فيلم) على موقع cine.gr". cine.gr. مؤرشف من الأصل في 2018-01-17.
2. ↑  "معلومات عن الطالع (فيلم) على موقع elfilm.com". elfilm.com. مؤرشف من الأصل في 2018-01-17.
3. ↑  "معلومات عن الطالع (فيلم) على موقع isan.org". isan.org. مؤرشف من الأصل في 2019-11-02.